# Martín Lasarte
Martín Bernardo Lasarte Arróspide (Montevideo, 20 marzo 1961) è un allenatore di calcio ed ex calciatore uruguaiano, di ruolo difensore.

## Caratteristiche tecniche
Era un difensore.

## Statistiche

### Statistiche da allenatore

#### Nazionale
| Squadra | Naz             | dal             | al       | Record | Record | Record | Record | Record | Record | Record | Record     |
| Squadra | Naz             | dal             | al       | G      | V      | N      | P      | GF     | GS     | DR     | % Vittorie |
| ------- | --------------- | --------------- | -------- | ------ | ------ | ------ | ------ | ------ | ------ | ------ | ---------- |
| Cile    | Cile (bandiera) | 20 gennaio 2021 | in corso | 8      | 2      | 4      | 2      | 7      | 8      | −1     | 25,00      |

#### Nazionale nel dettaglio
| 2021           | Cile         | Qual. Mondiali 2022 | nel gruppo sudamericano CONMEBOL | 2 | 0 | 2 | 0 | &0,00   | 2 | 2 | +0 |
| giu./lug. 2021 | Cile         | Copa América 2021   | Quarti di finale                 | 5 | 1 | 2 | 2 | 20,00   | 3 | 5 | -2 |
| Dal 2021       | Cile         | Amichevoli          |                                  | 1 | 1 | 0 | 0 | 100,00& | 2 | 1 | +1 |
| Totale Chile   | Totale Chile | Totale Chile        | Totale Chile                     | 8 | 2 | 4 | 2 | 25,00   | 7 | 8 | -1 |

#### Panchine da commissario tecnico della nazionale cilena
| Cronologia completa delle presenze e delle reti in nazionale ― Cile | Cronologia completa delle presenze e delle reti in nazionale ― Cile | Cronologia completa delle presenze e delle reti in nazionale ― Cile | Cronologia completa delle presenze e delle reti in nazionale ― Cile | Cronologia completa delle presenze e delle reti in nazionale ― Cile | Cronologia completa delle presenze e delle reti in nazionale ― Cile | Cronologia completa delle presenze e delle reti in nazionale ― Cile | Cronologia completa delle presenze e delle reti in nazionale ― Cile |
| Data                                                                | Città                                                               | In casa                                                             | Risultato                                                           | Ospiti                                                              | Competizione                                                        | Reti                                                                | Note                                                                |
| ------------------------------------------------------------------- | ------------------------------------------------------------------- | ------------------------------------------------------------------- | ------------------------------------------------------------------- | ------------------------------------------------------------------- | ------------------------------------------------------------------- | ------------------------------------------------------------------- | ------------------------------------------------------------------- |
| 27-3-2021                                                           | Rancagua                                                            | Cile                                                                | 2 – 1                                                               | Bolivia                                                             | Amichevole                                                          | Luis Jiménez Jean Meneses                                           | Cap: C.Bravo                                                        |
| 4-6-2021                                                            | Santiago del Estero                                                 | Argentina                                                           | 1 – 1                                                               | Cile                                                                | Qual. Mondiali 2022                                                 | Alexis Sánchez                                                      | Cap: C.Bravo                                                        |
| 9-6-2021                                                            | Santiago                                                            | Cile                                                                | 1 – 1                                                               | Bolivia                                                             | Qual. Mondiali 2022                                                 | Erick Pulgar                                                        | Cap: C.Bravo                                                        |
| 14-6-2021                                                           | Rio de Janeiro                                                      | Argentina                                                           | 1 – 1                                                               | Cile                                                                | Coppa America 2021 - 1º turno                                       | Eduardo Vargas                                                      | Cap: C.Bravo                                                        |
| 18-6-2021                                                           | Cuiabá                                                              | Cile                                                                | 1 – 0                                                               | Bolivia                                                             | Coppa America 2021 - 1º turno                                       | Ben Brereton                                                        | Cap: C.Bravo                                                        |
| 21-6-2021                                                           | Cuiabá                                                              | Uruguay                                                             | 1 – 1                                                               | Cile                                                                | Coppa America 2021 - 1º turno                                       | Eduardo Vargas                                                      | Cap: C.Bravo                                                        |
| 25-6-2021                                                           | Brasilia                                                            | Cile                                                                | 0 – 2                                                               | Paraguay                                                            | Coppa America 2021 - 1º turno                                       | -                                                                   | Cap: C.Bravo                                                        |
| 3-7-2021                                                            | Rio de Janeiro                                                      | Brasile                                                             | 1 – 0                                                               | Cile                                                                | Coppa America 2021 - Quarti di finale                               | -                                                                   | Cap: C.Bravo                                                        |
| Totale                                                              |                                                                     | Presenze                                                            | 8                                                                   |                                                                     | Reti                                                                | 7                                                                   |                                                                     |

## Palmarès

### Giocatore
- Coppa Libertadores: 1

Nacional: 1988
- Coppa Intercontinentale: 1

Nacional: 1988

### Allenatore
- Campionato uruguaiano di seconda divisione: 1

River Plate: 2004
- Campionato uruguaiano: 2

Nacional: 2005, 2005-2006
- Segunda División: 1

Real Sociedad: 2009-2010
- Campionato cileno: 1

Universidad de Chile: 2014 (A)
- Campionato egiziano: 1

Al-Ahly: 2018-2019
- Supercopa Uruguaya: 1

Nacional: 2025